# Pražská brusle
Pražská brusle (od roku 1994: Česká brusle) byla mezinárodní soutěž v krasobruslení.  Od roku 1960 do roku 1997 probíhala v kategorii Seniorů. Turnaj se konal obvykle v listopadu nebo prosinci v Praze. Medaile byly udělovány v těchto disciplínách: jednotlivci muži, jednotlivci ženy, sportovní páry a tanec na ledě. Od roku 1999 se soutěž nepravidelně pořádá jako součást závodů ISU Junior Grand Prix. 

## Medailisté

### Kategorie: Muži
| Medaile – Muži                 | Medaile – Muži         | Medaile – Muži      | Medaile – Muži         | Medaile – Muži |
| ------------------------------ | ---------------------- | ------------------- | ---------------------- | -------------- |
| Rok                            | Zlato                  | Stříbro             | Bronz                  | Poznámka       |
| 1964                           | Ondrej Nepela          | Günter Zöller       | Vladimir Kurenbin      |                |
| 1965                           | Giordano Abbondati     | Ondrej Nepela       | Valeri Meshkov         |                |
| 1966                           | Ondrej Nepela          | Peter Krick         | Sergei Chetverukhin    |                |
| 1967                           | Ondrej Nepela          | Sergei Chetverukhin | Marian Filc            |                |
| 1968                           |                        |                     |                        |                |
| 1969                           |                        |                     |                        |                |
| 1970                           | Klaus Grimmelt         | Vladimir Kovalev    | Stefano Bargauan       |                |
| 1971                           | Stefano Bargauan       | Zdeněk Pazdírek     | Daniel Höner           | [ 3 ]          |
| 1972                           | Gordon McKellen, Jr.   | Zdeněk Pazdírek     | Jacques Mrozek         | [ 3 ]          |
| 1973                           | František Pechar       | David Santee        | Robert Rubens          | [ 3 ]          |
| 1974                           | Terry Kubicka          | František Pechar    | Konstantin Kokora      |                |
| 1975                           | Charles Tickner        | Konstantin Kokora   | Zdenek Pazdirek        | [ 2 ] [ 4 ]    |
| 1976                           | Scott Cramer           | František Pechar    | Jean-Christophe Simond | [ 4 ]          |
| 1977                           | John Carlow            | Miroslav Šoška      | Georgi Starkov         | [ 4 ]          |
| 1978                           | Jean-Christophe Simond | Vern Taylor         | Robert Wagenhoffer     | [ 4 ]          |
| 1979                           | Gordon Forbes          | Allen Schramm       | Jozef Sabovčík         | [ 4 ]          |
| 1980                           | Jozef Sabovčík         | Daniel Béland       | Grzegorz Glowania      | [ 4 ]          |
| 1981                           | Jozef Sabovčík         | Neil Paterson       | Gurgen Vardanjan       | [ 4 ]          |
| 1982                           | Jozef Sabovčík         | André Bourgeois     | Makoto Kano            | [ 4 ]          |
| 1983                           | Takashi Mura           | James Santee        | Campbell Sinclair      | [ 4 ]          |
| 1984                           | Petr Barna             | Richard Zander      | Gurgen Vardanjan       | [ 4 ]          |
| 1985                           | Petr Barna             | Ralf Lewandowski    | Philippe Roncoli       | [ 4 ]          |
| 1986                           | Petr Barna             | Henrik Walentin     | Daniel Weiss           | [ 4 ]          |
| 1987                           | Petr Barna             | Heiko Fischer       | Dmitri Gromov          | [ 4 ]          |
| 1988                           | Petr Barna             | Philippe Candeloro  | Zsolt Kerekes          |                |
| 1989                           | Nicolas Pétorin        | Gleb Bokiy          | Mirko Eichhorn         |                |
| V roce 1990 se soutěž nekonala |                        |                     |                        |                |
| 1992                           | Masakazu Kagiyama      | Rudy Galindo        | Marcus Christensen     | [ 4 ]          |
| 1994                           | Evgeni Pliuta          | Clive Shorten       | Alexei Yagudin         | [ 4 ]          |
| 1995                           | Roman Ekimov           | Yevgeny Martynov    | Laurent Tobel          | [ 4 ] [ 5 ]    |
| 1996                           | neznámá vlajka         | neznámá vlajka      | neznámá vlajka         |                |
| 1997                           | Stéphane Yvars         | Robert Grzegorczyk  | Yevgeny Martynov       | [ 4 ]          |

### Kategorie: Ženy
| Medaile – Ženy | Medaile – Ženy            | Medaile – Ženy     | Medaile – Ženy     | Medaile – Ženy |
| -------------- | ------------------------- | ------------------ | ------------------ | -------------- |
| Rok            | Zlato                     | Stříbro            | Bronz              | Poznámka       |
| 1964           | Nicole Hassler            | Gabriele Seyfert   | Jana Mrázková      |                |
| 1965           | Hana Mašková              | Zsuzsa Almassy     | Uschi Keszler      |                |
| 1966           | Hana Mašková              | Zsuzsa Almassy     | Elisabeth Nestler  |                |
| 1967           | Hana Mašková              | Beate Richter      | Elisabeth Mikula   |                |
| 1968           |                           |                    |                    |                |
| 1969           |                           |                    |                    |                |
| 1970           | Ľudmila Bezáková          | Ilka Spormann      | Mary McCaffrey     |                |
| 1971           | Hana Knapová              | Anett Pötzsch      | Karin Iten         | [ 3 ]          |
| 1972           | Dorothy Hamill            | Gerti Schanderl    | Daria Prychun      | [ 3 ]          |
| 1973           | Lynn Nightingale          | Wendy Burge        | Dianne de Leeuw    | [ 3 ]          |
| 1974           | Kath Malmberg             | Hana Knapová       | Steffi Knoll       | [ 2 ]          |
| 1975           | Priscilla Hill            | Susanna Driano     | Grazyna Dudek      |                |
| 1976           | Claudia Kristofics-Binder | Lisa-Marie Allen   | Anita Siegfried    | [ 4 ]          |
| 1977           | Kathy Gelecinsky          | Marion Weber       | Deborah Albright   | [ 4 ]          |
| 1978           | Jill Sawyer               | Karin Riediger     | Renata Baierová    | [ 4 ]          |
| 1979           | Elaine Zayak              | Renata Baierová    | Myriam Oberwiler   | [ 4 ]          |
| 1980           | Carola Paul               | Anna Kondrashova   | Megumi Yanagihara  | [ 6 ]          |
| 1981           | Kerry Smith               | Juri Ozawa         | Alla Fomicheva     | [ 4 ]          |
| 1982           | Agnès Gosselin            | Natalia Lebedeva   | Karin Hendschke    | [ 4 ]          |
| 1983           | Midori Ito                | Sachie Yuki        | Constanze Gensel   | [ 4 ]          |
| 1984           | Cornelia Renner           | Leslie Sikes       | Simone Koch        | [ 4 ]          |
| 1985           | Inga Gauter               | Sachie Yuki        | Izumi Aotani       | [ 7 ]          |
| 1986           | Susanne Becher            | Jana Přibylová     | Inna Krundysheva   | [ 4 ]          |
| 1987           | Lotta Falkenbäck          | Yvonne Pokorny     | Julie Wasserman    | [ 4 ]          |
| 1988           | Simone Lang               | Sabine Contini     | Michèle Claret     | [ 8 ]          |
| 1989           | Tisha Walker              | Simone Koch        | Marcela Kochollová | [ 4 ]          |
| 1990           | Lenka Kulovaná            | Simone Lang        | Mari Asanuma       | [ 4 ] [ 9 ]    |
| 1992           | Yuka Sato                 | Surya Bonaly       | Krisztina Czakó    | [ 4 ]          |
| 1994           | Lenka Kulovaná            | Kateřina Beránková | Elena Liashenko    | [ 4 ]          |
| 1995           | Lenka Kulovaná            | Daria Timoshenko   | Netty Kim          | [ 4 ] [ 5 ]    |
| 1996           | neznámá vlajka            | neznámá vlajka     | neznámá vlajka     |                |
| 1997           | Ekaterina Siniapkina      | Annie Bellemare    | Marta Głuchowska   | [ 4 ]          |

### Kategorie: Sportovní páry
| Medaile – Sportovní páry              | Medaile – Sportovní páry                  | Medaile – Sportovní páry                | Medaile – Sportovní páry                  | Medaile – Sportovní páry |
| ------------------------------------- | ----------------------------------------- | --------------------------------------- | ----------------------------------------- | ------------------------ |
| Rok                                   | Zlato                                     | Stříbro                                 | Bronz                                     | Poznámka                 |
| 1964                                  | Sonja Pferzdorf / Günter Matzdorf         | Agnesa Wlachovska / Peter Bartosiewicz  | Tatiana Tarasova / Georgi Proskurin       |                          |
| 1965                                  | Margot Glockshuber / Wolfgang Danne       | Monique Mathys / Yves Aellig            | Vera Stehlikova / Karel Fajfr             |                          |
| 1966                                  | Margot Glockshuber / Wolfgang Danne       | Gudrun Hauss / Walter Häfner            | Heidemarie Steiner / Heinz-Ulrich Walther |                          |
| 1967                                  | Tatiana Sharanova / Anatoli Evdokimov     | Marianne Streifler / Herbert Wiesinger  | Janina Poremska / Piotr Sczypa            |                          |
| V letech 1970–1977 se soutěž nekonala |                                           |                                         |                                           |                          |
| 1978                                  | Vicky Heasley / Robert Wagenhoffer        | Ingrid Spieglová / Alan Spiegl          | Nelli Chervotkina / Viktor Teslia         | [ 4 ]                    |
| 1979                                  | Nelli Chervotkina / Viktor Teslia         | Ingrid Spieglová / Alan Spiegl          | Birgit Lorenz / Knut Schubert             | [ 4 ]                    |
| 1980                                  | Birgit Lorenz / Knut Schubert             | Becky Gough / Mark Rowsom               | Ingrid Zenata / Rene Novotny              | [ 4 ]                    |
| 1981                                  | Melinda Kunhegyi / Lyndon Johnston        | Inna Volyanskaya / Valery Spiridonov    | Lynne Freeman / Jay Freeman               | [ 4 ]                    |
| 1982                                  | Babette Preußler /Torsten Ohlow           | Elena Bechke / Valeri Kornienko         | Jana Havlova / Rene Novotny               |                          |
| 1983                                  | Inna Bekker / Sergei Likhanski            | Peggy Seidel / Ralf Seifert             | Toshimi Ito / Takashi Mura                | [ 4 ]                    |
| 1984                                  | Yulia Bystrova / Alexander Tarasov        | Dagmar Kovářová / Jozef Komár           | Maria Lako / Michael Blicharski           | [ 4 ]                    |
| 1985                                  | Lori Blasko / Todd Sand                   | Svetlana Frantsuzova / Oleg Gorshkov    | Laurene Collin / David Howe               | [ 4 ]                    |
| 1986                                  | Peggy Schwarz / Alexander König           | Elena Bechke / Valeri Kornienko         | Lyudmila Koblova / Andrei Kalitin         | [ 4 ]                    |
| 1987                                  | Mandy Wötzel / Axel Rauschenbach          | Natalja Miškuťonoková / Artur Dmitrijev | Isabelle Brasseur / Lloyd Eisler          | [ 4 ]                    |
| 1988                                  | Mandy Wötzel / Axel Rauschenbach          | Karina Guchmazova / Sergei Petrovski    | Danielle Carr / Stephen Carr              | [ 8 ]                    |
| 1989                                  | Radka Kovaříková / René Novotný           | Ines Müller / Ingo Steuer               | Karina Guchmazova / Sergei Petrovski      | [ 4 ]                    |
| 1990                                  | Karen Courtland / Jason Dungjen           | Kristy Sargeant / Colin Epp             | Ludmila Kaleniuk / Gennadi Markushin      | [ 4 ] [ 9 ]              |
| 1992                                  | Jenni Meno / Todd Sand                    | Elena Berezhnaya / Oleg Shliakhov       | Tiina Muur / Cory Watson                  | [ 4 ]                    |
| 1994                                  | Radka Kovaříková / René Novotný           | Oksana Kazakova / Dmitri Sukhanov       | Elena Tobiash / Sergei Smirnov            | [ 4 ]                    |
| 1995                                  | Olga Semkina / Andrei Chuvilaev           | Dorota Zagórska / Mariusz Siudek        | Silvia Dimitrov / Rico Rex                | [ 4 ] [ 5 ]              |
| 1996                                  | neznámá vlajka                            | neznámá vlajka                          | neznámá vlajka                            |                          |
| 1997                                  | Valerie Saurette / Jean-Sébastien Fecteau | Jodeyne Higgins / Sean Rice             | Maria Poluliaschenko / Andrew Seabrook    | [ 4 ]                    |

### Kategorie: Tance na ledě
| Medaile – Tance na ledě               | Medaile – Tance na ledě                | Medaile – Tance na ledě                  | Medaile – Tance na ledě             | Medaile – Tance na ledě |
| ------------------------------------- | -------------------------------------- | ---------------------------------------- | ----------------------------------- | ----------------------- |
| Rok                                   | Zlato                                  | Stříbro                                  | Bronz                               | Poznámka                |
| 1964                                  | Eva Romanová / Pavel Roman             | Jitka Babická / Jaromír Holan            | Gabriele Rauch / Rudi Matysik       |                         |
| 1965                                  | Jitka Babická / Jaromír Holan          | Gabriele Matysik / Rudi Matysik          | Dean / Webster                      |                         |
| 1966                                  | Jitka Babická / Jaromír Holan          | Gabriele Matysik / Rudi Matysik          | Irina Grishkova / Viktor Ryzhkin    |                         |
| 1967                                  | Irina Grishkova / Viktor Ryzhkin       | Dana Novotná / Jaromír Holan             | Annerose Baier / Eberhard Rüger     |                         |
| V letech 1970–1977 se soutěž nekonala |                                        |                                          |                                     |                         |
| 1978                                  | Liliana Řeháková / Stanislav Drastich  | Natalja Bestěmjanovová / Andrej Bukin    | Karen Mankowich / Douglas Mankowich | [ 4 ]                   |
| 1979                                  | Liliana Řeháková / Stanislav Drastich  | Judy Blumberg / Michael Seibert          | Anna Pisánská / Jiří Musil          | [ 4 ]                   |
| 1980                                  | Elena Garanina / Igor Zavozin          | Jana Beránková / Jan Barták              | Gina Aucoin / Hans Peter Ponikau    | [ 4 ]                   |
| 1981                                  | Jana Beránková / Jan Barták            | Terri Slater / Rick Berg                 | Yulia Romanova / Yuri Gaichenkov    | [ 4 ]                   |
| V roce 1982 se soutěž nekonala        |                                        |                                          |                                     |                         |
| 1982                                  | without Icedancing competition         | neznámá vlajka                           | neznámá vlajka                      |                         |
| 1983                                  | Jindra Holá / Karol Foltán             | Maya Usova / Alexander Zhulin            | Lois Luciani / Russ Witherby        | [ 4 ]                   |
| 1984                                  | Noriko Sato / Tadayuki Takahashi       | Kathrin Beck / Christoff Beck            | Margaret Bodo / Rick Berg           | [ 4 ]                   |
| V letech 1985 a 19 se soutěž nekonala |                                        |                                          |                                     |                         |
| 1987                                  | Renee Roca / James Yorke               | Michela Malingambi / Andrea Gilardi      | Viera Řeháková / Ivan Havránek      | [ 4 ]                   |
| 1988                                  | Andrea Juklova / Martin Simecek        | Stefania Calegari / Pasquale Camerlengo  | Susanna Rahkamo / Petri Kokko       |                         |
| 1989                                  | Monika Mandiková / Oliver Pekar        | Ivana Střondalová / Milan Brzý           | Maria Orlova / Alexei Kiliakov      | [ 4 ]                   |
| 1990                                  | Dara Bailey / Rock Lemay               | Monika Mandiková / Oliver Pekar          | Elena Grushina / Ruslan Goncharov   | [ 4 ] [ 9 ]             |
| 1990                                  | Elena Kustarova / Oleg Ovsyannikov     | Kateřina Mrázová / Martin Šimeček        | Jennifer Nocito / Michael Verlich   | [ 4 ]                   |
| 1994                                  | Kateřina Mrázová / Martin Šimeček      | Svitlana Chernikova / Oleksandr Sosnenko | Yvonne Schulz / Sven Authorsen      | [ 4 ]                   |
| 1995                                  | Kateřina Mrázová / Martin Šimeček      | Olga Sharutenko / Dmitri Naumkin         | Iwona Filipowicz / Michał Szumski   | [ 4 ]                   |
| 1996                                  | neznámá vlajka                         | neznámá vlajka                           | neznámá vlajka                      |                         |
| 1997                                  | Marie-France Dubreuil / Patrice Lauzon | Magali Sauri / Olivier Chapuis           | Francesca Fermi / Andrei Baldi      | [ 4 ]                   |